# Enter Air
Enter Air is een Poolse chartermaatschappij, met hoofdkwartier in Warschau. Luchthaven Warschau Frédéric Chopin, luchthaven Katowice, Luchthaven Poznań-Henryk Wieniawski, Luchthaven Wrocław-Copernicus en Aéroport de Paris-Charles de Gaulle zijn de vijf bases van de maatschappij. De maatschappij verzorgt vluchten vanuit deze en andere luchthavens in Polen en daarbuiten naar vakantiebestemmingen, hoofdzakelijk rond de Middellandse Zee.
Enter Air werd opgericht in november 2009. Haar eerste commerciële vlucht werd uitgevoerd op 25 april 2010. De vloot bestaat uit Boeing 737s van de modellen 737-400 en de grotere 737-800, die ook een groter vliegbereik hebben. Per september 2015 beschikt Enter Air over acht 737-400s en 9 737-800s.
In april 2012 werd Enter Air lid van de IACA (International Air Carrier Association).